# Kabeljauw-arrest
Het Kabeljauw-arrest (HR 1 juli 1981, NJ 1982/80) is een arrest van de Nederlandse Hoge Raad dat betrekking heeft op vangstbeperking en strafrechtelijk daderschap van de reder, een vennootschap onder firma.

## Casus
Een vennootschap onder firma was reder en/of eigenaar van een vissersvaartuig waarmee kabeljauw was gevangen in strijd met de Beschikking Vangstbeperking andere vissoorten dan tong en schol 1978. De vennootschap zelf werd als verdachte vervolgd ter zake dat zij met een bepaald vaartuig «de visserij op kabeljauw heeft uitgeoefend» in strijd met genoemde beschikking.

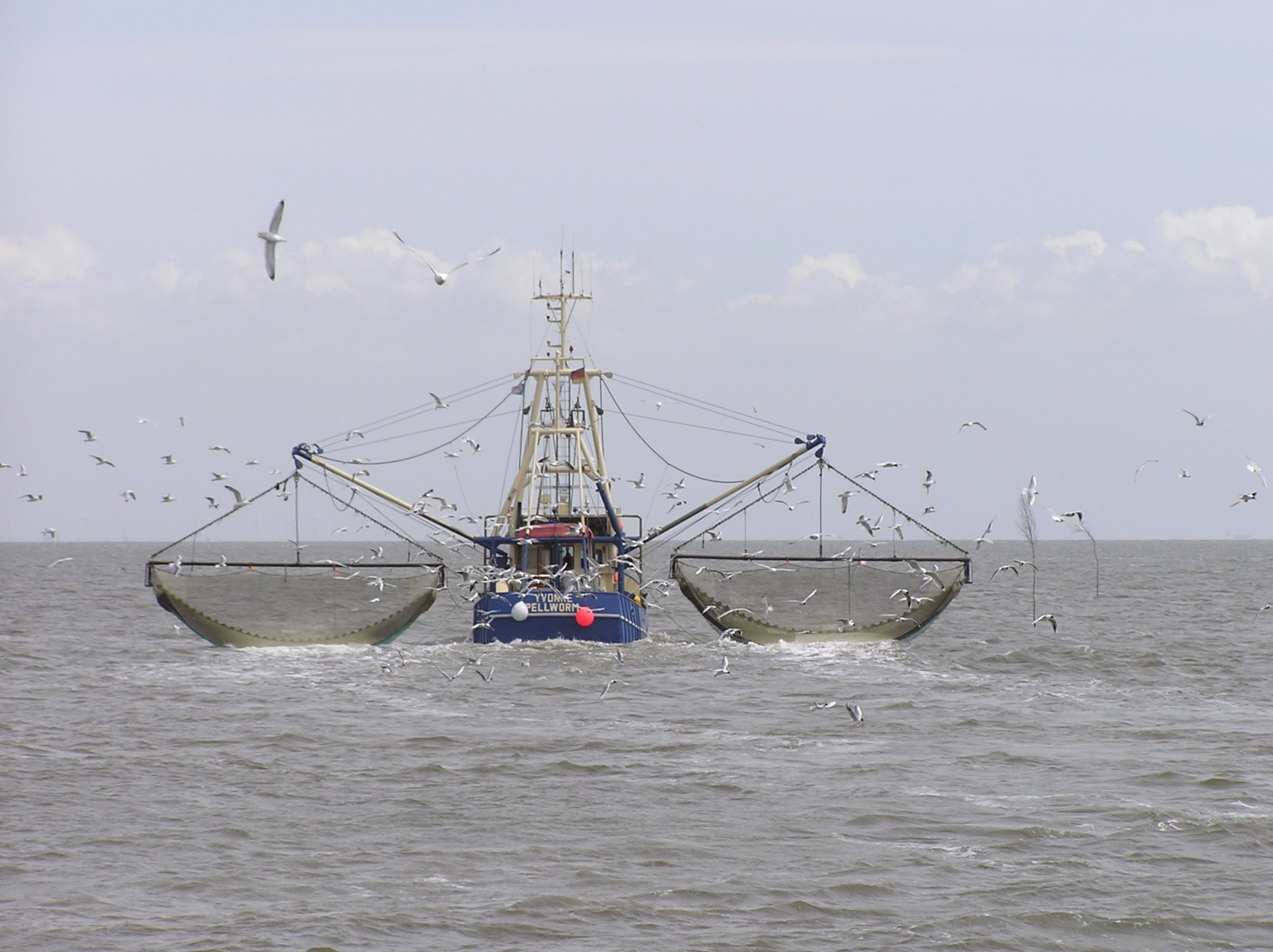
Een kotter met opgehaalde netten (boomkorvisserij)

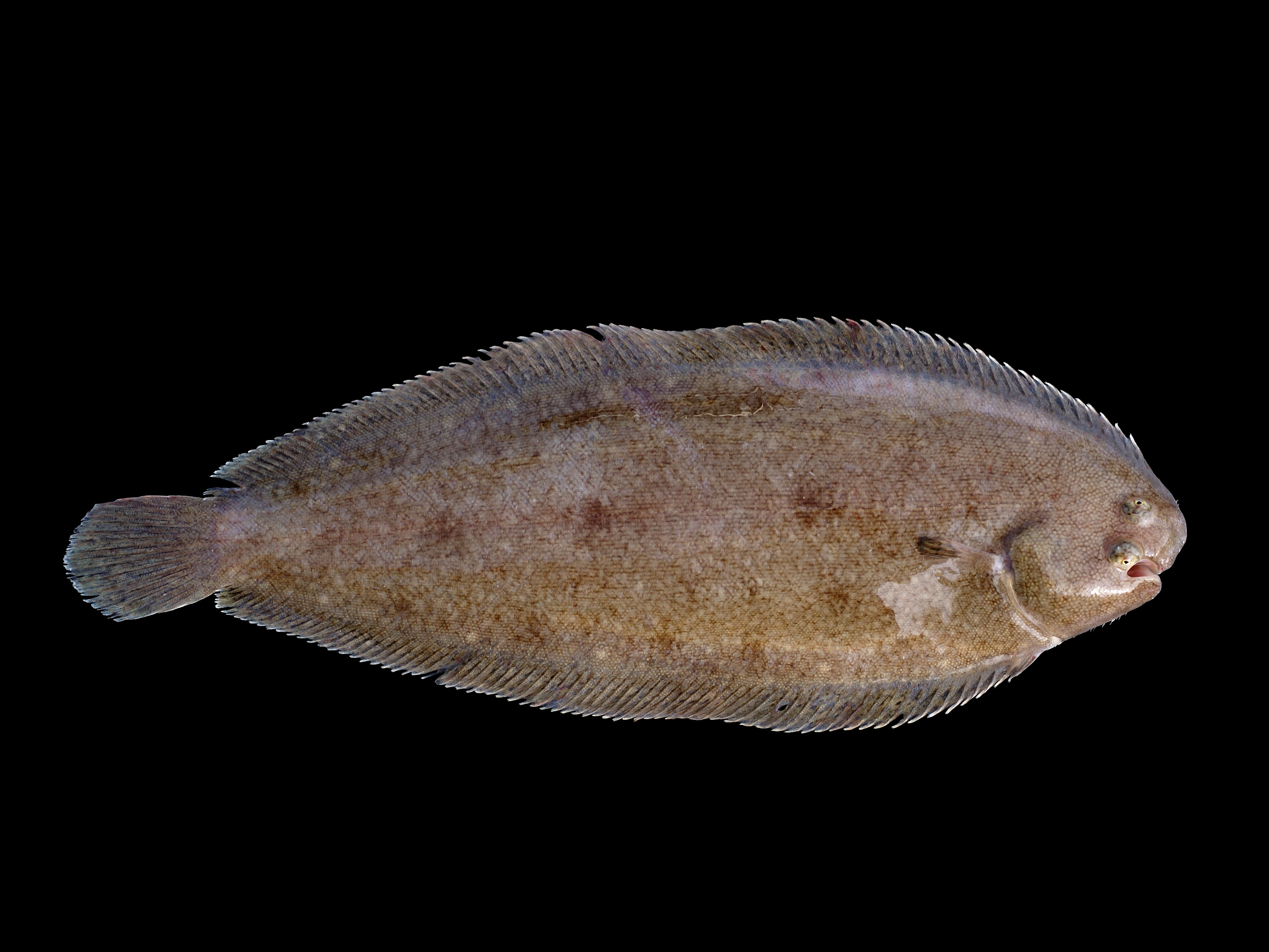
Tong

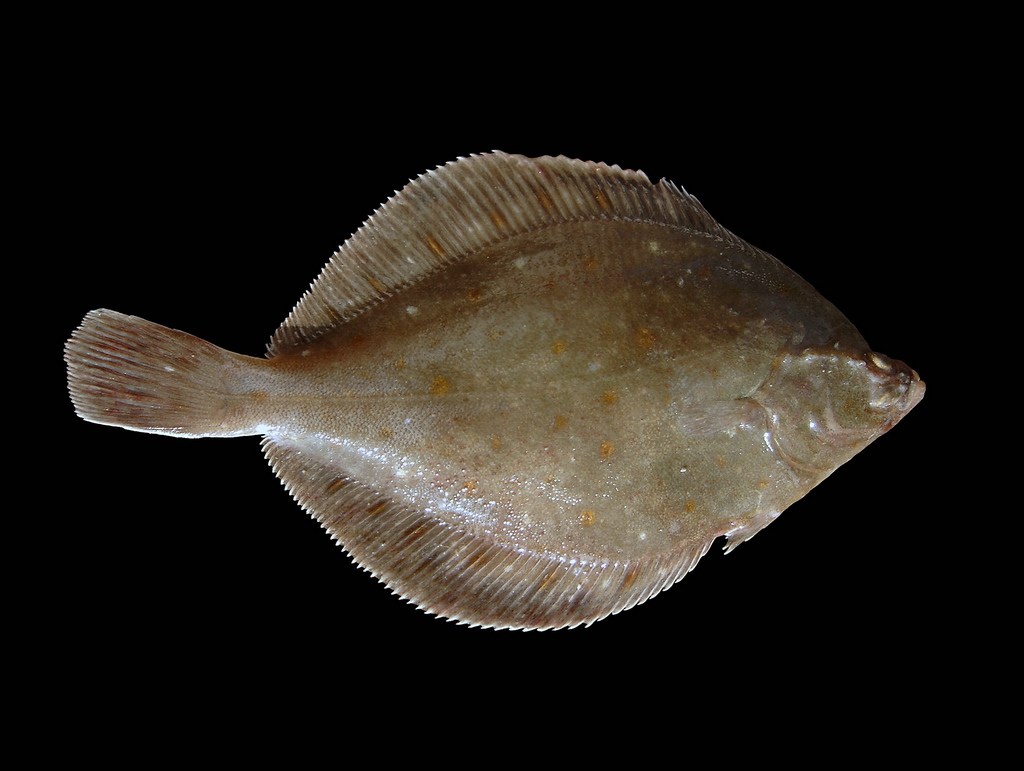
Schol

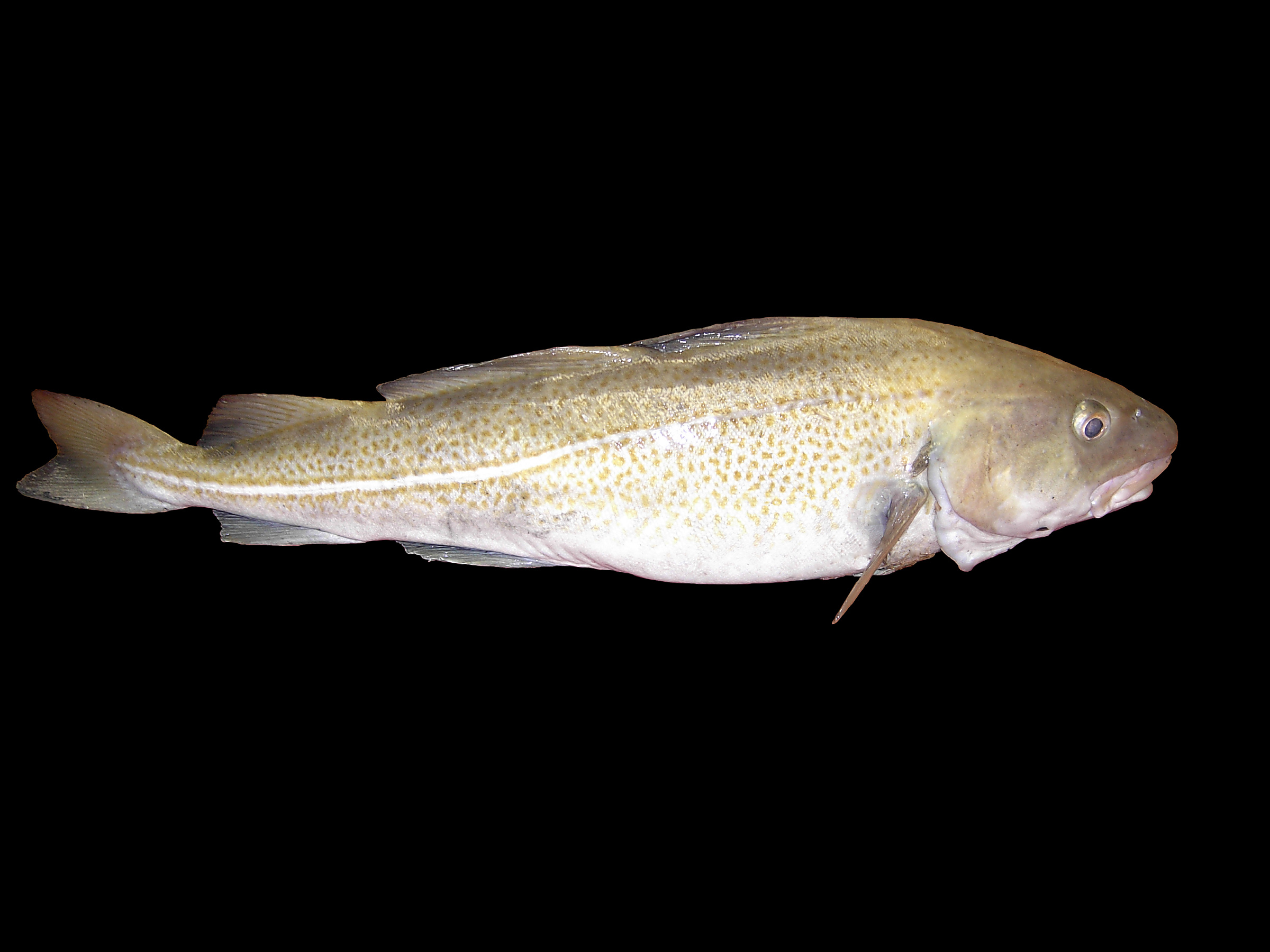
Kabeljauw is geen platvis

## Rechtsvraag
Kan een vennootschap een strafbaar feit plegen? (Ja)

## Procesgang
De vennootschap werd als reder en/of eigenaar van het vissersvaartuig vervolgd voor de verboden vangst van kabeljauw. Verdachte werd door de economische politierechter veroordeeld. Dat vonnis wordt in hoger beroep door het hof vernietigd, terwijl verdachte werd vrijgesproken. In het cassatieberoep bij de Hoge Raad wordt de procureur-generaal bij het hof niet-ontvankelijk verklaard. De vrijspraak van de reder was dus terecht uitgesproken.

### Het hof
De verboden vangst van kabeljauw was wel bewezen, maar volgens het hof was het delict niet door de reder gepleegd. Het hof overwoog:

(...) dat echter niet is gebleken, dat verdachte alstoen en alsdaar in haar hoedanigheid van reder en/of eigenaar van het bedoelde vissersvaartuig heeft bewerkstelligd dat verdachte daarmee de visserij op kabeljauw (...) heeft uitgeoefend (...) in strijd met het dienaangaande geldende verbod.

(...) dat immers verdachte genoemd vaartuig heeft uitgerust met boomkorren, netten, welke speciaal geeigend zijn voor (...) de visserij op platvis, zoals tong en schol, en de schipper (...) in opdracht van verdachte viste op tong en schol;

### Hoge Raad
De Hoge raad grijpt terug op de criteria van het IJzerdraad-arrest.
De Hoge Raad overwoog:

Naar de strekking van voormelde beschikking geschiedt de verboden uitoefening van de visserij niet alleen door de personen die aan boord van het betrokken vissersvaartuig de voor bedoelde uitoefening noodzakelijke handelingen verrichten, maar ook door degene die in zijn hoedanigheid van reder en/of eigenaar van het betrokken vissersvaartuig bewerkstelligt dat met dat vaartuig de visserij in strijd met dat verbod wordt uitgeoefend.
Van zodanig bewerkstelligen is sprake indien de vorenbedoelde aan boord van het vissersvaartuig verrichte handelingen zijn aan te merken als gedragingen van de verdachte.
Dit zou het geval zijn indien de verdachte erover vermocht te beschikken of die handelingen al dan niet zouden plaatsvinden en deze behoorden tot de zodanige welker plaatsvinden blijkens de feitelijke gang van zaken door de verdachte werd aanvaard of placht te worden aanvaard.

## Conclusie
De reder heeft geen directe opdracht gegeven om op kabeljauw te vissen.
Daarom moeten de criteria van het IJzerdraad-arrest – beschikkingsmacht en aanvaarding – houvast bieden.
In casu is geen sprake van (functioneel) daderschap.